# Bacino Smallwood
Il bacino Smallwood è un immenso lago di acqua dolce situato nella parte occidentale della provincia di Terranova e Labrador in Canada. Costituisce le sorgenti del fiume Churchill. Il Bacino è formato da 88 dighe che assieme formano una lunghezza totale di 64 km. Il suo nome è stato assegnato in onore di Joey Smallwood.
Ricopre una superficie di 6.527 km² con un volume d'acqua di 28 km³.